# Свети Георги (Мало Църско)
Вижте пояснителната страница за други значения на Свети Георги.
„Свети Великомъченик Георги“ (на македонска литературна норма: „Свети Ѓорѓи“) е възрожденска църква в кичевското село Мало Църско, Северна Македония. Църквата е част от Кичевското архиерейско наместничество на Дебърско-Кичевската епархия на Македонската православна църква – Охридска архиепископия.
Църквата е гробищен храм, разположен в южната част на селото. Изградена е в 1848 година. Иконостасът е изработен в 1893 година и иконите на него са дело на зографи от Лазарополе.